# ۱۶۷۴ (میلادی)
۱۶۷۴ (میلادی) هزار و ششصد و هفتاد و چهارمین سال تقویم میلادی است.

## درگذشتگان
- ۲۲ فوریه – ژان شاپلن، شاعر فرانسوی (ز. ۱۵۹۵)
- ۸ مارس – شارل سورل، نویسنده فرانسوی (ز. ۱۵۹۷)
- ۱۴ ژوئن – مارن لو روا دو گومبرویل، شاعر فرانسوی (ز. ۱۶۰۰)
- ۱۵ اکتبر – رابرت هریک، شاعر بریتانیایی (ز. ۱۵۹۱)
- ۸ نوامبر – جان میلتون، نویسنده و شاعر بریتانیایی (ز. ۱۶۰۸)
- ۱۰ اکتبر – توماس تراهرن، نویسنده، الهی‌دان، و شاعر بریتانیایی